# بورثویک (دژ)
بورثویک (انگلیسی: Borthwick Castle) یکی از بزرگترین قلعه‌های اسکاتلند است که در میدلودین قرار دارد. این دژ در ۱۴۳۰ میلادی بنا گردید.